# Sinead Farrelly
Sinead Louise Farrelly (* 16. November 1989 in Havertown, Pennsylvania) ist eine ehemalige US-amerikanisch-irische Fußballspielerin. Ab 2023 spielte sie international für die irische Fußballnationalmannschaft.

## Karriere

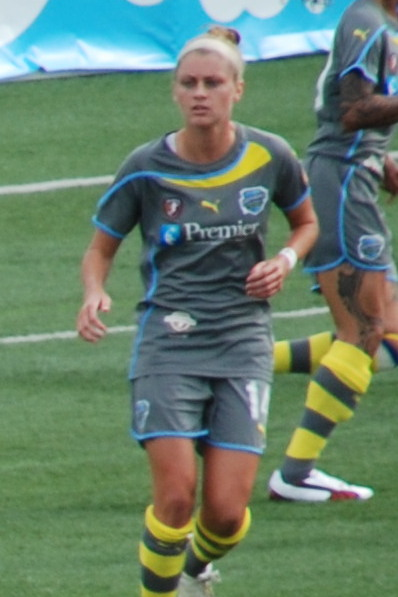
Farrelly im Trikot der Philadelphia Independence (2011)

Farrelly begann ihre Profikarriere im Jahr 2011 bei Philadelphia Independence in der WPS, das sie in der ersten Runde des WPS-Drafts 2011 an Position zwei verpflichtete. Nach der Auflösung der WPS lief sie in der Saison 2012 für die New York Fury in der WPSL Elite auf.
In der Saison 2012/13 spielte Farrelly für den zypriotischen Champions-League-Teilnehmer Apollon Limassol und schied mit diesem in der ersten Runde des Wettbewerbs gegen den italienischen Vertreter ASD Torres Calcio aus.
Im Februar 2013 wurde Farrelly als sogenannter Free Agent vom FC Kansas City verpflichtet. Ihr Ligadebüt gab sie am 26. April 2013 gegen den Seattle Reign FC, in diesem Spiel erzielte sie auch ihren ersten Treffer in der NWSL. Nach Ende der NWSL-Saison wechselte sie auf Leihbasis erneut zum zyprischen Verein Apollon Limassol und nach ihrer Rückkehr in die USA Anfang 2014 weiter zum Portland Thorns FC. Vor der Saison 2016 wechselte sie zu den Boston Breakers, kam jedoch verletzungsbedingt zu keinem Einsatz und wurde zum Saisonende aus ihrem Vertrag entlassen. Nachdem zunächst der Seattle Reign FC Farrellys Spielrecht in der NWSL erworben hatte, beendete sie noch im Dezember 2016 zunächst ihre Karriere.
Sieben Jahre später erhielt sie im März 2023 einen Vertrag für die Saison 2023 mit Option beim NJ/NY Gotham FC.

### International
Farrelly spielte bis 2012 für diverse Nachwuchsteams des US-amerikanischen Fußballverbandes.
Am 7. April 2023 wurde sie nach Freigabe für die irische Nationalmannschaft nachnominiert, da sie durch ihren in Cavan geborenen Vater auch für Irland spielberechtigt ist. Am 8. April wurde sie dann auch im Freundschaftsspiel gegen die USA eingesetzt.
Am 28. Juni 2023 wurde sie für den finalen WM-Kader nominiert.